# 寂光院
寂光院（じゃっこういん）は、京都市左京区大原にある天台宗の寺院。尼寺。山号は清香山。寺号は玉泉寺。本尊は地蔵菩薩。開基（創立者）は聖徳太子と伝わる。平清盛の娘・建礼門院徳子が、平家滅亡後隠棲した場所であり、『平家物語』ゆかりの寺として知られている。

## 歴史
寂光院の草創について明確なことはわかっていない。寺伝では推古天皇2年（594年）、聖徳太子が父・用明天皇の菩提のため開創したとされる。当初の名称は玉泉寺で太子の乳母であった玉照姫（恵善尼）が初代住職であるという。しかし、江戸時代の地誌には空海開基説（『都名所図会』）、11世紀末に大原に隠棲し大原声明を完成させた融通念仏の祖・良忍が開いたとの説（『京羽二重』）もある。現在、寂光院はそうした草創伝説よりも、『平家物語』に登場する建礼門院隠棲のゆかりの地として知られている。
現在、当院では史料がなく詳細が分からないため、建礼門院に仕えて後に出家し、当院の住持をしていた阿波内侍（信西の息女、証道比丘尼）を第2代の住職としている。阿波内侍は「大原女」のモデルとされる。
文治元年（1185年）9月、壇ノ浦で平家一族が滅亡した後も生き残った高倉天皇の中宮で、安徳天皇の生母である建礼門院徳子（平清盛の娘）は阿波内侍を頼って入寺し、出家して真如覚比丘尼と称し後に第3代住持となって当院で余生を送った。また、平重衡の妻・藤原輔子も出家し当院で徳子に仕えた。
寂光院や三千院のある大原の里は、念仏行者の修行の地であり、貴人の隠棲の地であった。平家一門と高倉・安徳両帝の冥福をひたすら祈っていた徳子をたずねて後白河法皇が寂光院を訪れるのは文治2年（1186年）の事で、この故事は『平家物語』の「大原御幸」の段において語られ、物語のテーマである「諸行無常」を象徴するエピソードとして人々に愛読された。
本堂は淀殿・豊臣秀頼の命で片桐且元が奉行として慶長年間（1596年 - 1615年）に再興したものであったが、2000年（平成12年）5月9日に放火で焼失した（犯人未逮捕のまま2007年（平成19年）5月9日公訴時効成立）。この際、本尊の地蔵菩薩立像（重要文化財）も焼損し、堂内にあった徳子と阿波内侍の張り子像（建礼門院の手紙や写経を使用して作ったものという）も焼けてしまった。現在の本堂は2005年（平成17年）6月2日に再建された。同時に新しく作られた本尊や徳子と阿波内侍の像も安置されている。
境内の外、東側には建礼門院徳子を祀る大原西陵がある。陵墓はもともと境内にあったが、明治以降は宮内省（現・宮内庁）の管理下に移り、境内から切り離された。また、境内の外、西側には阿波内侍らの墓がある。

## 境内
- 本堂 - 2005年（平成17年）6月2日再建。
- 汀の池
- 四方正面の池
- 書院
- 鐘楼 - 諸行無常の鐘が吊るされている。
- 建礼門院御庵室跡 - 建礼門院徳子が住していた庵室の跡。
- 山門
- 宝物殿 - 「鳳智松殿」という名称で、2006年（平成18年）10月に開館。
- 茶室「孤雲」
- 庭園
- 庫裏

## 本尊

### 旧本尊
旧本尊の木造地蔵菩薩立像（重要文化財）は像高256.4センチで、像内に納入されていた願文に寛喜元年（1229年）の記がある。旧本尊の周囲の棚には地蔵菩薩の小像が多数あり、胎内にも多数の地蔵菩薩の小像が納入されていた。周囲の棚に3万体、胎内に3万体の地蔵像があるということから、旧本尊は「六万体地蔵菩薩」と称されていた。
2000年（平成12年）に起きた本堂の火災の際、本体は焼損したが、像内納入品は無事で、焼損後も「木造地蔵菩薩立像（焼損）」の名称で、像内納入品ともども重要文化財に継続して指定されている。現在は本堂よりも高台にある収蔵庫に安置され、特定日のみ一般に公開される。

### 新本尊
新本尊像は財団法人美術院国宝修理所によって3年半をかけて制作され、2005年（平成17年）に完成した。ヒノキ材の寄木造で、旧本尊の新造時の姿を忠実に模している。旧本堂内にあった建礼門院と阿波内侍の像は張り子像であったが、本堂再建に際し木造で作り直された。

## 文化財

### 重要文化財
- 木造地蔵菩薩立像（焼損）・像内納入品
- （像内納入品の細目）
  - 寛喜元年十一月五日寂如造像願文 1巻
  - 木造地蔵菩薩立像 1躯
  - 法華経要品等 5巻 内一巻寛喜元年九月二十三日成忍書写奥書
  - 包紙1枚 結縁交名がある
  - 茶地平絹香袋（木製箱入）1口
  - 珠類（木製箱入）一括
  - 刀子（柄・鞘付）1口
  - 萌葱地牡丹文綾裂 1枚
  - 唐・宋銭 11枚
  - 木実 1箇
  - 獣皮 1箇
  - 真綿 1枚
- （以上木製箱入）
  - 木造地蔵菩薩立像 3,416躯
  - 厨子入木造地蔵菩薩立像 3躯
  - 横笛 1管
  - 蝙蝠扇残欠 1握分
  - 願文等断片 1通分
  - 附：木造地蔵菩薩立像残欠 一括

本像は1986年（昭和61年）、重要文化財に指定。1988年（昭和63年）に像内納入品を追加指定。1989年（平成元年）に像の周囲に安置されていた地蔵菩薩の小像3,210躯が追加指定された。焼損後の2001年（平成13年）に現在の指定名称に変更された。

## 前後の札所
神仏霊場巡拝の道
104 貴船神社　-　105 寂光院　-　106 三千院

## アクセス
京都バス「大原」バス停から徒歩15分。（なお、徒歩12分の所に「寂光院道」バス停があるが、バスは春分の日に1本だけ（1年に1本）しかない）